# Селивачёв, Алексей Фёдорович
Алексей Фёдорович Селивачёв (18 апреля 1887, Москва? — 25 ноября 1919, Харьков) — российский историк словесности, феноменолог, философ и психолог.

## Биография
Сын Фёдора Дмитриевича Селивачёва, кандидата права и мирового судьи, и Екатерины Сергеевны Селивачёвой (урождённой Щербачёвой) — художницы, учившейся живописи за границей, затем в Строгановском училище, а также у В. Г. Перова и В. Е. Маковского; известно, что Е. С. Селивачёва переписывалась с о. Павлом Флоренским.
Аттестован историко-филологическим факультетом Московского университета на звание учителя гимназий и прогимназий (1910), позже учился в Мюнхене и Лейпциге. После женитьбы (1911) на «девице римо-католического исповедания» Анне Петровне Солянко, уроженке Гродненской губернии, преподавал русскую словесность в гимназиях Дуббельна и Новочеркасска, затем в Первой виленской гимназии (1913—1915), где среди его учеников были юные братья Михаил и Николай Бахтины. Овдовев (1915), переехал в Харьков, преподавал, работал над диссертацией под руководством академика Н. Ф. Сумцова, в 1919 г. умер от пневмонии.
Автор нескольких работ по проблематике, именуемой ныне «история идей» (или культурологией). Среди них «Египетские ночи Брюсова», «Психология юдофильства», «Учение об условном бессмертии (кондиционизм)», исследования творчества немецких философов Георга Даумера и лично знакомого автору апологета «атеистического мистицизма» и «языкового скептицизма» Фрица Маутнера. Статьи печатались в «Русской мысли», «Вопросах философии и психологии», «Русском библиофиле» (1916—1917 гг.).
Близкий к появившейся тогда феноменологии, А. Ф. Селивачёв выступил с оригинальными научными констатациями, порой опережавшими своё время. В то же время в его текстах (они издаются и переиздаются поныне) очевидно влияние В. В. Розанова, П. А. Флоренского, М. О. Гершензона (с ним Алексей Федорович переписывался и сотрудничал до конца своих дней), прослеживаются темы, впоследствии развитые недавним учеником, ещё никому тогда не известным М. М. Бахтиным. Незадолго до смерти учитель посвятил ему свою статью «Значение силлогизма» (1919). В том же году в Невеле вышла первая публикация самого Бахтина «Искусство и ответственность».
Дети А. Селивачёва – Елена (1912–1926?) и Роман (1914–1995), известный в Киеве художник-полиграфист. Дядя — известный военачальник В. И. Селивачёв (1868-1919). Внук Михаил Романович — украинский искусствовед.

## Публикации
- Георг Фридрих Даумер. История одной души // Вопросы философии и психологии, 1917, № 135, с. 329-355 (есть отдельный оттиск);
- Психология юдофильства // Русская мысль, 1917, кн. 2, с. 40-64 (есть отдельный оттиск);
- Психология юдофильства. В. В. Розанов // В. В. Розанов: Pro et contra. Книга 2. – СПб., 1995. – С. 223-239.
- Значение силлогизма. Посвящается М. М. Бахтину // Пучков Андрей. «Кстати, подумайте, не можете ли помочь…». Письма М. О. Гершензона и два философские трактата Алексея Федоровича Селивачёва (1912–1919 гг.) // Сучасні проблеми дослідження, реставрації та збереження культурної спадщини. Збірник наукових праць з мистецтвознавства, архітектурознавства і культурології. Випуск третій. Частина друга. – К.: Видавничий дім А+С, 2006. – С. 170-174.
- Учение об условном бессмертии (кондиционализм). Посвящается М. П. Мясоедовой // Там же. – С. 174-192.